# Сребрениця (громада)
Сребрениця (серб. Општина Сребреница) — боснійська громада, розташована в регіоні Бієліна Республіки Сербської. Адміністративним центром є місто Сребрениця.